# .jo
Pour les articles homonymes, voir JO.
.jo est le domaine de premier niveau national (country code top level domain : ccTLD) réservé à la Jordanie.